# Phora parvisaltator
Phora parvisaltator är en tvåvingeart som beskrevs av Goto 1985. Phora parvisaltator ingår i släktet Phora och familjen puckelflugor. Inga underarter finns listade i Catalogue of Life.